# Canne (affluent du Cosson)
Pour les articles homonymes, voir Canne.
La Canne est un cours d'eau français qui coule dans les départements de Loir-et-Cher et du Loiret, en région Centre-Val de Loire. C'est un affluent du Cosson en rive gauche, donc un sous-affluent de la Loire.

## Géographie
Selon le Sandre, la Canne prend sa source dans la commune de Vouzon, à 144 mètres d'altitude, au nord-est du lieu-dit Misabran.
Elle forme successivement deux étangs (du Grand Cansle et du Petit Cansle) avant de passer sous la route départementale (RD) 125. Elle contourne le château de la Grillère, alimentant ses douves en eau. Elle sert de limite communale et départementale sur plus de quatre kilomètres entre Ménestreau-en-Villette et Vouzon, passant sous la RD 108/RD 129 et recevant en rive gauche le ruisseau du Blanchin puis en rive droite la Fausse Canne. Elle est ensuite grossie en rive gauche par le ruisseau des Couapellières puis en rive droite par le fossé Juré. Elle passe sous la RD 2020 puis à proximité du château du Ruth. Elle reçoit en rive gauche la Chaselle (ou Chazelle) et passe sous la ligne ferroviaire Paris-Toulouse. Elle est franchie par la RD 922, reçoit en rive gauche son principal affluent, le ruisseau des Ardillères, puis passe sous l'autoroute A71. Elle sert de limite sur 600 mètres entre La Ferté-Saint-Aubin et Yvoy-le-Marron. Sur le dernier kilomètre et demi de son cours, elle marque la limite entre La Ferté-Saint-Aubin et Ligny-le-Ribault, passant sous la RD 61.
Elle se jette dans le Cosson, en limite de ces deux dernières communes, à une altitude de 92 mètres, au nord du château de la Frogerie.
S'écoulant globalement d’est en ouest, la Canne est longue de 26,39 kilomètres. Elle présente ainsi une pente hydraulique de 1,9 mm/m.

### Départements et communes traversés
La Canne arrose cinq communes dans deux départements : en Loir-et-Cher : Vouzon (source) et Yvoy-le-Marron et dans le Loiret : Ménestreau-en-Villette, La Ferté-Saint-Aubin (confluence) et Ligny-le-Ribault (confluence).

### Affluents et nombre de Strahler

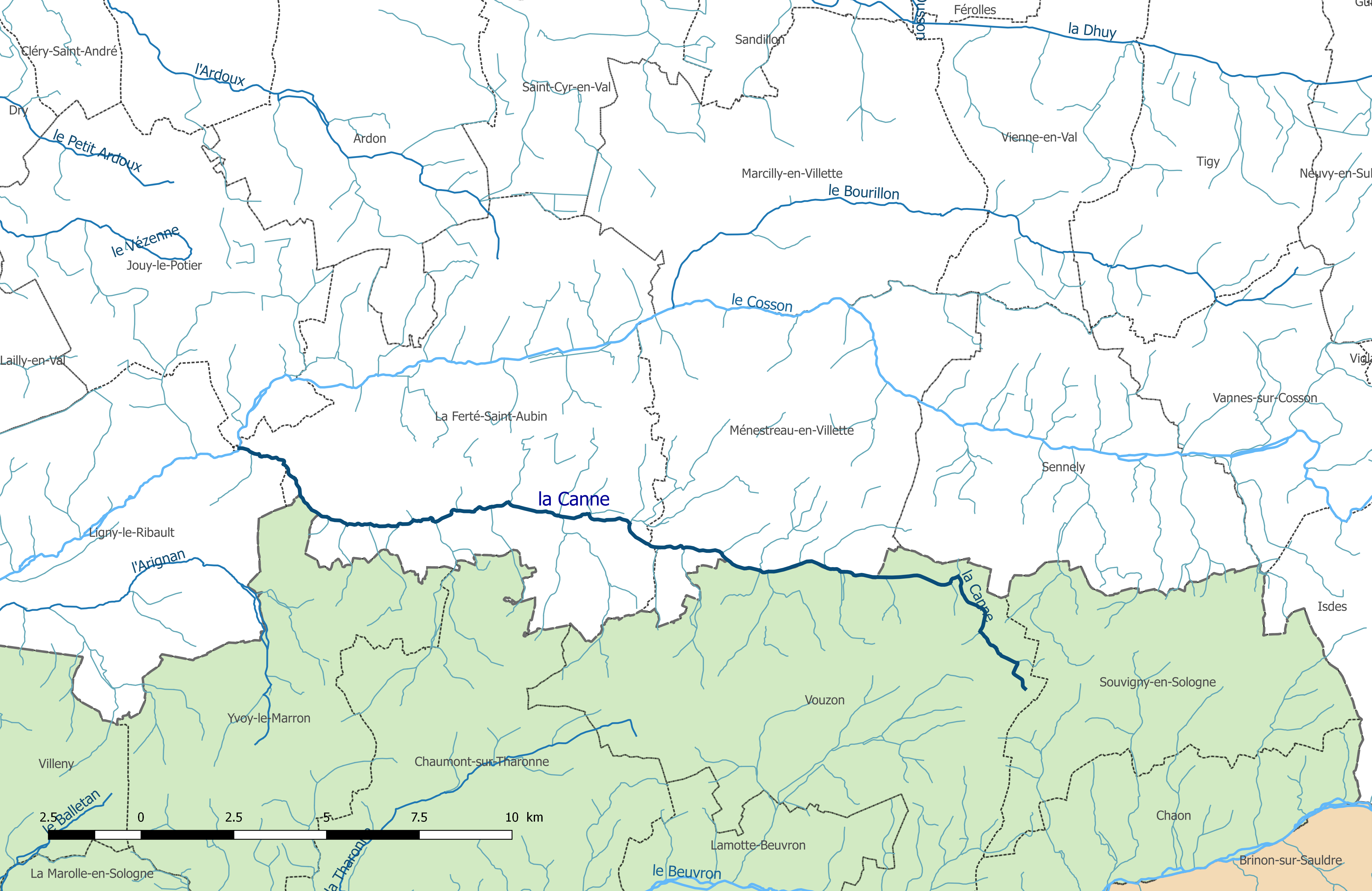
La Canne et ses affluents.

La Canne a, selon le Sandre, vingt-neuf affluents répertoriés. Neuf d'entre eux atteignent ou dépassent une longueur de trois kilomètres. Six d'entre eux ont un nom :
- le ruisseau des Ardillères long de 7,2 km en rive gauche[4],
- la Chaselle, ou Chazelle, longue de 5,75 km en rive gauche[5],
- le fossé Juré long de 4,32 km en rive droite[6],
- le ruisseau des Couapellières long de 3,49 km en rive gauche[7],
- le ruisseau du Blanchin long de 3,23 km en rive gauche[8],
- la Fausse Canne longue de 3 km en rive droite[9].

Trois autres n'ont pas de nom :
- K4758000 long de 3,88 km en rive gauche[10],
- K4754900 long de 3,47 km en rive gauche[11],
- K4746500 long de 3,19 km en rive droite[12].

Deux de ses affluents, le ruisseau des Ardillères et le fossé Juré, ayant au moins un sous-affluent, le nombre de Strahler de la Canne est de quatre.

### Bassin versant
Son bassin versant est constitué de deux zones hydrographiques : « la Canne de sa source à la Chaselle (non comprise) » et « la Canne de la Chaselle (comprise) au Cosson (non compris) », et en tangente deux autres à sa confluence avec le Cosson : « le Cosson du Bourillon (non compris) à la Canne (non comprise) » et « le Cosson de la Canne (non comprise) au ruisseau d'Arignan (non compris) », au sein du bassin DCE beaucoup plus étendu « La Loire, les cours d'eau côtiers vendéens et bretons ».
Outre les cinq communes arrosées par la Canne (La Ferté-Saint-Aubin, Ligny-le-Ribault, Ménestreau-en-Villette, Vouzon et Yvoy-le-Marron), son bassin versant en concerne trois autres :
- Chaumont-sur-Tharonne baignée par le ruisseau des Ardillères[4],
- Sennely où la Fausse Canne prend sa source[9],
- Souvigny-en-Sologne, où un petit affluent de la Canne prend sa source[13].

## Pêche et peuplements piscicoles
La catégorie piscicole est un classement juridique des cours d'eau en fonction des groupes de poissons dominants. Un arrêté réglementaire préfectoral permanent reprend l’ensemble des dispositions applicables en matière de pêche dans le département du Loiret en les différenciant selon les catégories piscicoles. La Canne est classée en deuxième catégorie, c'est-à-dire que l'espèce biologique dominante est constituée essentiellement de poissons blancs (cyprinidés) (donc rivière cyprinicole) et de carnassiers (brochet, sandre et perche).

## Gouvernance

### Échelle du bassin
En France, la gestion de l’eau, soumise à une législation nationale et à des directives européennes, se décline par bassin hydrographique, au nombre de sept en France métropolitaine, échelle cohérente écologiquement et adaptée à une gestion des ressources en eau. La Canne est sur le territoire du bassin Loire-Bretagne et l'organisme de gestion à l'échelle du bassin est l'agence de l'eau Loire-Bretagne.

### Échelle locale
En 2017, la Canne était gérée dans le Loiret au niveau local par le syndicat intercommunal du Bassin du Cosson.